# Miguel Seijas
Miguel A. Seijas Cuestas, urugvajski veslač, * 20. maj 1930.
Za Urugvaj je Seijas veslal na Poletnih olimpijskih igrah 1952 v Helsinkih, kjer je v paru dvojnega dvojca veslal z Juanom Rodríguezom. Čoln je osvojil tretje mesto. Leta 1956 je Seijas ponovno nastopil na igrah, a ni osvojil medalje. 